# 木下あずみ
木下 あずみ（きのした あずみ、1993年6月8日 - ）は、日本の元AV女優。

## 略歴・人物
東京都 出身。
趣味・特技はリラクゼーション、料理。
2012年12月、アリスJAPANの専属専属としてAVデビュー。所属事務所はマインズ。
2013年12月よりムーディーズの専属女優となる。
2014年に活動を休止。
2017年より「あかぎ碧（あかぎ あお）」として活動を再開。所属事務所はティーパワーズ。
2018年5月よりFitchとマドンナ、7月からアタッカーズの3社の専属となるが、同年中に活動を休止。

## 作品

### アダルトビデオ
2012年
- 真☆美少女（12月14日、アリスJAPAN）

2013年
- 真☆美少女のやわらかおっぱい（1月11日、アリスJAPAN）
- 青き欲情（2月8日、アリスJAPAN）
- 本能を呼び覚ます濃厚なる4つのSEX（3月8日、アリスJAPAN）
- 木下あずみの卑猥語責め（4月12日、アリスJAPAN）
- ソープランドに売られたアイドル（5月10日、アリスJAPAN）
- 出会って4秒で合体（6月14日、アリスJAPAN）
- 二番目の父に悪戯されて（7月12日、アリスJAPAN）
- レイプ狂い（8月9日、アリスJAPAN）
- 女教師輪姦学校（9月13日、アリスJAPAN）
- いやらしいカラダ（10月11日、アリスJAPAN）
- 逆ソープ地獄（11月8日、アリスJAPAN）
- 移籍 おっぱいSPECIAL（12月13日、ムーディーズ）

2014年
- 猛烈なKISSと絡み合う肉体（1月13日、ムーディーズ）
- Hcup超絶品ソープ嬢（2月13日、ムーディーズ）
- HとJ 業界最高のくびれ巨乳共演（4月1日、ムーディーズ）
- 女教師レイプ輪姦（5月1日、ムーディーズ）
- 爆乳がノーブラで誘惑（6月1日、ムーディーズ）
- Hcup超爆乳インストラクター（7月1日、ムーディーズ）
- 母姉W相姦（8月1日、ムーディーズ）
- はじめての真性中出し（9月1日、ムーディーズ）

2015年
- 木下あずみ16時間BEST（1月1日、ムーディーズ）※ベスト盤

2017年
- 新・絶対的美少女、お貸しします。 ACT.77（10月27日、プレステージ）
- 最高の愛人と、最高の中出し性交。 21 ブティックオーナー あお(26歳)独身（11月17日、プレステージ）
- 三度見必至の、着衣巨乳なお姉さんが、全力で誘惑してくる。 vol.01（12月22日、プレステージ）

2018年
- コスプレキャノンボール コスプレで繋がりコスプレで紡ぐリアルドキュメント RUN.02（1月19日、プレステージ）
- インポ男をガン勃ちさせる 痴女妻の腰砕けザーメン絞りテクニック（5月1日、Fitch）
- 絶品最強グラマラス美女《移籍》初登場!! 向かい部屋の人妻（5月25日、マドンナ）
- 夫の目の前で犯されて― ー背徳のレシピー（7月7日、アタッカーズ）
- 社長秘書の湿ったパンスト（8月7日、アタッカーズ）
- 貴方だけを見つめ続ける 淫語中出しソープ（9月1日、Fitch）
- 妻が他人に抱かれてる…。 〜ねとりネトラレ寝取らせて〜（10月7日、マドンナ）
- 女教師の秘め事 許されぬ関係（11月7日、アタッカーズ）

### イメージビデオ
- Azumi ミラクルプリティーガール（2013年4月4日、REbecca）

### 写真集
- AS SOON AS...（2013年9月18日、双葉社、撮影:西田幸樹）

### デジタル写真集
- ボクのHな彼女 vol.13（2014年10月8日、DEC）
- 木下あずみSPECIAL vol.1 本日のおかず（2014年10月27日、DEC）
- 木下あずみSPECIAL vol.2 本日のおかず（2015年3月25日、DEC）
- アリスJAPAN アダルトビデオ現場写真コレクション 4 マットプレイ from 逆ソープ天国（2016年3月31日、ジャパンホームビデオ）
- アリスJAPAN アダルトビデオ現場写真コレクション 12 ベスト・オブ・3Pシーン（2016年8月29日、ジャパンホームビデオ）
- MIX CHANNEL Vol.22（2018年3月22日、五百十）
- MIX CHANNEL Vol.29（2018年4月1日、五百十）
- MIX CHANNEL Vol.32（2018年4月1日、五百十）
- MIX CHANNEL Vol.41（2018年4月8日、五百十）
- MIX CHANNEL Vol.46（2018年4月8日、五百十）
- MIX CHANNEL Vol.53（2018年4月15日、五百十）
- MIX CHANNEL Vol.58（2018年4月22日、五百十）
- 月刊 神ベスト 8人のエロ女神が集う アリスJAPAN 2018年10月号（2018年10月4日、五百十）
- 月刊 神ベスト 9人のエロ女神が集う アリスJAPAN 2018年11月号（2018年11月4日、五百十）
- 二番目の父に悪戯されて 木下あずみ Episode.01（2020年8月31日、TMEプラス）
- 二番目の父に悪戯されて 木下あずみ Episode.02（2020年9月2日、TMEプラス）
- 二番目の父に悪戯されて 木下あずみ Episode.03（2020年9月4日、TMEプラス）
- レイプ狂い 木下あずみ Episode.01（2020年11月23日、TMEプラス）
- レイプ狂い 木下あずみ Episode.02（2020年11月25日、TMEプラス）
- レイプ狂い 木下あずみ Episode.03（2020年11月27日、TMEプラス）
- 二番目の父に悪戯されて 木下あずみ Complete版（2021年3月10日、TMEプラス）
- レイプ狂い 木下あずみ Complete版（2023年3月12日、TMEプラス）
- ソープランドに売られたアイドル 木下あずみ Complete版（2021年3月19日、TMEプラス）
- ソープランドに売られたアイドル 木下あずみ Episode.01（2021年4月5日、TMEプラス）
- ソープランドに売られたアイドル 木下あずみ Episode.02（2021年4月7日、TMEプラス）
- ソープランドに売られたアイドル 木下あずみ Episode.03（2021年4月9日、TMEプラス）

## 出演

### テレビ
- GO!GO!こじまな号 #5,#6,#8,#11（2013年9月,10月,12月,2014年3月、エンタ!959）